# Acalypha adenostachya
Acalypha adenostachya é uma espécie de flor do gênero Acalypha, pertencente à família Euphorbiaceae.